# Departamento de Limache
El Departamento de Limache fue una antigua división territorial de Chile, que pertenecía a la Provincia de Valparaíso. La cabecera del Departamento fue la ciudad de Limache. Fue creado en el 19 de octubre de 1864, como segregación del Departamento de Quillota. En el año 1927, el Departamento de Limache fue incorporado, junto con el Departamento de Casablanca al nuevo Departamento de Valparaíso, que a su vez, se incorporó a la Provincia de Aconcagua, terminando de esta forma con el Departamento de Limache.

## División administrativa
El Decreto del 16 de noviembre de 1885 dividió al Departamento de Limache en:
| Subdelegación         | Distrito                      |
| --------------------- | ----------------------------- |
| 1ª, Limache Alto      | 1°, Escobares                 |
| 1ª, Limache Alto      | 2°, Limachito                 |
| 1ª, Limache Alto      | 3°, Plaza Subercaseaux        |
| 1ª, Limache Alto      | 4°, Pangal                    |
| 1ª, Limache Alto      | 5°, San Francisco             |
| 1ª, Limache Alto      | 6°, Hipódromo                 |
| 2ª, Limache Bajo      | 1°, Plaza de la Independencia |
| 2ª, Limache Bajo      | 2°, Plazuela de San Francisco |
| 2ª, Limache Bajo      | 3°, Andrés Bello              |
| 2ª, Limache Bajo      | 4°, Chaparro                  |
| 2ª, Limache Bajo      | 5°, Los Maitenes              |
| 2ª, Limache Bajo      | 6°, Quinta de Loreto          |
| 3ª, Olmué             | 1°, Olmué                     |
| 3ª, Olmué             | 2°, El Granizo                |
| 3ª, Olmué             | 3°, Ojos Buenos               |
| 3ª, Olmué             | 4°, Pelumpen                  |
| 4ª, Quebrada Alvarado | 1°, De Alvarado               |
| 4ª, Quebrada Alvarado | 2°, De Castro                 |
| 4ª, Quebrada Alvarado | 3°, La Dormida                |
| 4ª, Quebrada Alvarado | 4°, La Vega                   |
| 4ª, Quebrada Alvarado | 5°, Las Palmas                |
| 5ª, San Francisco     | 1°, Maestranza                |
| 5ª, San Francisco     | 2°, Estación                  |
| 5ª, San Francisco     | 3°, Lazareto                  |
| 5ª, San Francisco     | 4°, Hospital                  |
| 5ª, San Francisco     | 5°, Hacienda Eastman          |
| 6ª, Concón            | 1°, Concón Alto               |
| 6ª, Concón            | 2°, Concón Bajo               |
| 6ª, Concón            | 3°, Tabolango                 |
| 7ª, Quilpué           | 1°, Quilpué                   |
| 7ª, Quilpué           | 2°, Población Valencia        |
| 7ª, Quilpué           | 3°, El Sauce                  |
| 7ª, Quilpué           | 4°, Peña Blanca               |